# 土岐善麿
土岐 善麿（とき ぜんまろ、1885年（明治18年）6月8日 - 1980年（昭和55年）4月15日）は、日本の歌人・国語学者。歌人として土岐 哀果（とき あいか）の号も使用した。
哀果の号を用いたが、1918年以降は本名の善麿。独創的なローマ字三行書きの短歌集『NAKIWARAI』（1910年）で注目される。日常の哀歓をうたった生活歌が多い。ほかに『黄昏に』（1912年）など。

## 生涯

### 戦前
東京府東京市浅草区浅草松清町（現在の東京都台東区西浅草一丁目）の真宗大谷派の寺院、等光寺の二男として生まれる。等光寺は美濃国の守護大名土岐頼芸の遺児・大圓が創建した寺と伝えられる。父・善静は柳営連歌最後の宗匠で、学僧として知られた。
東京府立第一中学校（現在の東京都立日比谷高等学校）では同級生に石坂泰三、三宅正太郎、一級下に谷崎潤一郎がいた。中学在学中より学友会雑誌に文章、短歌、俳句の投稿を始める。
1905年（明治38年）、金子薫園の「白菊会」に入会し、田波御白、吉植庄亮、平井晩村らと知り合う。早稲田大学英文科に進み、島村抱月に師事。学外では馬場孤蝶に学び、外国文学に親しむ。窪田空穂の第一歌集『まひる野』に感銘を受け、同級の若山牧水と共に作歌に励んだ。北原白秋も同級である。牧水との交流は特に深く、ともに回覧雑誌「北斗」を作ったり（他の会員には佐藤緑葉、安成貞雄らがいた）、父の納骨の際に京都へ同行したりした。
早稲田大学卒業後、読売新聞社会部記者となった1910年（明治43年）、第一歌集『NAKIWARAI』を「哀果」の号で出版。この歌集はローマ字綴りの一首三行書きという異色のものであり、これを契機にローマ字運動に参加する。『NAKIWARAI』はヘボン式を採用したが、すぐに日本式ローマ字に転向し、田中舘愛橘、芳賀矢一、田丸卓郎指導のもとに「ローマ字世界」の編集に当たる。その後も読売に勤務しながら歌作を続けた。翌1911年には第二歌集『黄昏に』を刊行。
1911年（大正元年）に大杉栄、荒畑寒村らと「近代思想」の執筆者に加わり、大杉と知り合う。そこから社会主義的傾向を持つようになる。
1913年（大正2年）、読売新聞特派員として満州、朝鮮を視察。レフ・トルストイの短編集『隠遁』を翻訳する。石川啄木とともに刊行を計画して果たせなかった『樹木と果実』の後継として雑誌『生活と藝術』を創刊し、啄木の遺稿などを多く発表するが、1915年（大正4年）の2月号が発禁処分を受ける。「生活と藝術」の連載「歌壇警語」にて、半年にわたり斎藤茂吉と論争を展開する。
読売新聞社会部長の任にあった1917年（大正6年）、東京奠都50年の記念博覧会協賛事業として東京〜京都間のリレー競走「東海道駅伝徒歩競走」を企画し、大成功を収めた。これが今日の「駅伝」の起こりとなっている。しかしこの企画が予算オーバーだったために責任を取らされ、翌1918年（大正7年）に読売を退社、朝日新聞に転じる。
1919年（大正8年）、哀果の号を廃し、本名の善麿を名乗り始める。1923年（大正12年）、東京朝日新聞学芸部長に就任。1924年（大正13年）、白秋や前田夕暮、釈迢空らとともに雑誌「日光」の創刊に参加する。
1928年（昭和3年）に日本エスペラント学会の理事に選ばれ、また国語国字問題についての著書を出版。1934年（昭和9年）には日本放送協会の放送用語並発音改善調査委員となるなど、昭和初期には歌人としてよりも、国語の専門家として広く知られていた。
1929年（昭和4年）に茂吉、夕暮、庄亮とともに朝日新聞社主催の飛行機搭乗歌会に参加、これを機に自由律短歌へと傾くが、歌作は停滞するようになる。1936年（昭和11年）、日本歌人協会が改組して「大日本歌人協会」となり、白秋とともに常任理事に就任。歌作を復活させ、定型短歌へと還る。1939年（昭和14年）からは喜多実とともに新作能の創作に励む。
1940年（昭和15年）、論説委員を最後に朝日新聞を退社。この年に出版した歌集『六月』は反軍国主義的な性格を含んでいたことから、「潮音」にて匿名歌人「桐谷侃三」に強く非難される。桐谷の正体については現在もなお議論がなされている。
一方、1941年（昭和16年）12月24日に大政翼賛会の肝いりで開催された「文学者愛国大会」では短歌朗読を行うなど、時世に沿った行動が見られた。
戦時体制の中で、太田水穂、吉植庄亮、斎藤瀏による大日本歌人協会の内紛が起こり、議長として解散を決議。戦時下は日本文学報国会などの動きに同調せず隠遁生活を送り、春秋社常務取締役のかたわら田安宗武研究や新作能の創作に没頭する。

### 戦後
戦時下に自由主義者のスタンスを貫いたため、戦後は進歩的文化人として大きく飛躍する。1946年（昭和21年）には新憲法施行記念国民歌『われらの日本』の作詞を担当（作曲・信時潔）。翌年には『田安宗武』によって学士院賞を受賞、早稲田大学にて文学博士号を受ける。同年に窪田空穂の後任として早稲田大学教授となり、上代文学を講じた他、能・長唄の新作を世に出すなど多彩な業績をあげた。寺院の生まれであることから、仏教を題材とした新作能を手がけた。
1949年（昭和24年）に発足した国語審議会会長に就任し、以後12年にわたってその任を務める。現代国語・国字の基礎の確立に尽くし、新字・新仮名導入にも大きな役割を果たした。文部省教材用図書検定調査会長、東京都立日比谷図書館長、日本図書館協会理事長を歴任し、国語教育や図書館行政にも大きな影響を及ぼした。
1955年（昭和30年）、日本芸術院会員に選ばれ、紫綬褒章を受章。1965年（昭和40年）、武蔵野女子大学文学部日本文学科主任教授に就任。晩年は杜甫の研究に励んだ。荻江節「蟬丸」の作詞で、1967年（昭和42年）度芸術祭賞を受賞。1977年（昭和52年）、仏教伝道文化賞・功労賞を受賞。
1980年（昭和55年）4月15日、心不全のため東京都目黒区下目黒の自宅で死去。

## 石川啄木との親交
1910年（明治43年）に刊行した第一歌集『NAKIWARAI』の批評を、当時東京朝日新聞にいた石川啄木が執筆。これは編集局長の安藤正純（土岐とは縁戚関係にあった）が土岐に贈られた『NAKIWARAI』を「批評してくれまいか」と託したもので、啄木は同年8月3日付の紙面に「大木頭」の筆名で好意的に紹介した。土岐は当初筆者が誰かわからず、安藤から啄木だと教えられる。だが、土岐は以前に出席した新詩社の文士劇で見た啄木に「生意気」という印象があったため、すぐには会わなかった。その後啄木は歌壇時評「うたのいろいろ」で、土岐の別の短歌を賞賛した。
啄木も同年12月に第一歌集『一握の砂』を出し、翌1911年（明治44年）1月10日付の読売新聞に、文芸評論家の楠山正雄が匿名で啄木と土岐を歌壇の新しいホープとして取り上げた。土岐はこの直後の1月12日に東京朝日新聞の啄木に電話をかけ、翌日初めて面会する。この面会で意気投合した二人は、啄木の提案で雑誌を出すことを決め、二人の筆名から一文字ずつを使った『樹木と果実』に誌名を決める。しかし啄木が病気を発したことや、出版を依頼した印刷社が倒産したことから、刊行を断念した。
1912年（明治45年）4月13日に啄木が病死。土岐は同年刊行した第二歌集『黄昏に』の前書きに「この一小著の一冊をとつて、友、石川啄木の卓上におく。」と記した。
啄木とはわずか1年ほどの付き合いであったが、啄木の才能を評価していた土岐は死後も遺族を助けた。また、啄木の遺稿整理と出版に務め、特に新潮社の佐藤義亮を説得の末に刊行を実現した初の『啄木全集』（1920年）はベストセラーとなり、その名を広めることに貢献した。

## 著書
- NAKIWARAI（ローマ字ひろめ会、1910年）第一歌集
- MUKASIBANASI（日本のろーま字社、1911年）[10]
- 黄昏に（東雲堂、1912年）第二歌集
- HYAKUNIN ISSYU（日本のろーま字社、1924年）
- 鶯の卵（アルス、1925年）
- 朝の散歩（アルス、1925年）
- 空を仰ぐ（改造社、1925年）
- 春帰る（人文会出版部、1927年）
- 初夏作品（紅玉堂書店、1928年）
- 文藝の話（朝日新聞社 朝日常識講座第8巻、1929年）
- 外遊心境（改造社、1929年）
- 柚子の種（大阪屋号書店、1929年）
- 日本式になるまで（東京ローマ字会、1931年）
- やきりんご（白帝書房、1931年）
- 啄木追懐（改造社、1932年）
- 文芸遊狂（立命館出版部、1932年）
- 新曲隅田乃橋（法立書店、1932年）
- 蜂塚縁起（四条書房、1933年）
- 晴天手記（四条書房、1934年）
- 松の葉帖（四条書房、1934年）
- 影を踏む（四条書房、1935年）
- 明治大正芸術史（新潮社、1936年）
- 紫煙身辺記（書物展望社、1937年）
- 天地自然（日本評論社、1938年）
- 満目抄（人文書院、1938年）
- 能楽拾遺（謡曲界発行所、1939年）
- 斜面の悒欝（八雲書林、1940年）
- 六月（八雲書林、1940年）
- 田安宗武の「天降言」（日本放送出版協会、1940年）
- 顕如（喜多流謡本刊行会、1942年）
- 高青邱（日本評論社、1942年）
- 周辺（日本評論社、1942年）
- 能楽三断抄（春秋社松柏館、1942年）

## 作詞

### 校歌
平井康三郎・信時潔が作曲を手がけたものが多い。

#### 小学校
- 熱海市立第一小学校 - 海沼実作曲
- 須賀川市立第三小学校 - 平井康三郎作曲
- 水戸市立常磐小学校
- 館林市立第二小学校 - 平井康三郎作曲
- さいたま市立高砂小学校 - 平井康三郎作曲
- 市川市立市川小学校 - 信時潔作曲
- 館山市立船形小学校 - 信時潔作曲
- 渋谷区立幡代小学校 - 中田善直作曲
- 府中市立府中第一小学校 - 信時潔作曲
- 府中市立府中第三小学校 - 平井康三郎作曲
- 荒川区立第一日暮里小学校 - 信時潔作曲
- 北区立西浮間小学校 - 渡邊浦人作曲
- 中央区立京橋築地小学校 - 平井康三郎作曲
- 足立区立綾瀬小学校
- 足立区立弥生小学校 - 平井康三郎作曲
- 台東区立浅草小学校新校歌 - 長妻完至作曲、土岐が卒業した小学校でもある[11]。
- 台東区立大正小学校
- 台東区立育英小学校 - 堀内敬三作曲
- 目黒区立東山小学校 - 平井康三郎作曲
- 目黒区立不動小学校 - 渡邊浦人作曲
- 世田谷区立明正小学校 - 平井康三郎作曲
- 北区立王子第二小学校
- 北区立堀船小学校
- 大田区立久原小学校
- 小平市立小平第三小学校
- 八王子市立第一小学校 - 信時潔作曲
- 横浜市立深谷台小学校 - 渡邊浦人作曲
- 横浜市立市場小学校 - 旧陸軍軍楽隊作曲
- 茅ヶ崎市立茅ヶ崎小学校 - 平井康三郎作曲
- 伊勢原市立大山小学校 - 岡本敦郎作曲[12][13]
- 沼津市立第四小学校 - 信時潔作曲
- 長野市立城山小学校

#### 中学校
- 下関市立日新中学校 - 信時潔作曲
- 由利本荘市立本荘北中学校 - 信時潔作曲
- 郡山市立郡山第一中学校 - 信時潔作曲
- 秩父市立秩父第二中学校 - 信時潔作曲
- 行田市立忍中学校 - 信時潔作曲
- 銚子市立第二中学校 - 平井康三郎作曲[14]
- 千葉市立轟町中学校
- 館山市立第二中学校 - 信時潔作曲
- 江戸川区小松川第二中学校 - 信時潔作曲[15]
- 豊島区立大塚中学校
- 板橋区立板橋第三中学校 - 信時潔作曲
- 板橋区立志村第三中学校 - 信時潔作曲
- 練馬区立上石神井中学校 - 渡邊浦人作曲
- 世田谷区立玉川中学校 - 芥川也寸志作曲
- 目黒区立第十中学校 - 弘田龍太郎作曲
- 台東区立蔵前中学校
- 中野区立北中野中学校 - 渡邊浦人作曲
- 中野区立第四中学校 - 信時潔作曲
- 昭島市立昭和中学校 - 信時潔作曲
- 狛江市立狛江第一中学校 - 下總皖一作曲
- 狛江市立狛江第三中学校 - 渡邊浦人作曲[16]
- 調布市立調布中学校
- 国分寺市立第一中学校 - 信時潔作曲
- 府中市立府中第一中学校 - 信時潔作曲
- 八王子市立由井中学校 - 信時潔作曲
- 横浜市立共進中学校 - 大中恩作曲
- 藤沢市立第一中学校 - 平井康三郎作曲
- 秦野市立本町中学校 - 平井康三郎作曲
- 山梨大学教育人間科学部附属中学校 - 平井康三郎作曲
- 甲府市立南中学校 - 信時潔作曲
- 静岡大学教育学部附属島田中学校 - 平井康三郎作曲
- 静岡市立東中学校 - 信時潔作曲
- 伊豆市立修善寺中学校 - 信時潔作曲
- 沼津市立第五中学校 - 信時潔作曲
- 名古屋市立名南中学校 - 信時潔作曲
- 舞鶴市立白糸中学校 - 信時潔作曲
- 大阪市立城東中学校
- 徳島文理中学校・高等学校
- 焼津市立焼津中学校 - 信時潔作曲
- 逗子市立逗子中学校 - 信時潔作曲

#### 高等学校・高等専門学校
- 北海道室蘭栄高等学校
- 青森県立五戸高等学校
- 茨城工業高等専門学校
- 栃木県立石橋高等学校 - 信時潔作曲
- 埼玉県立川口高等学校
- 埼玉県立本庄高等学校
- 埼玉県立桶川高等学校
- 埼玉県立鴻巣高等学校
- 千葉県立安房高等学校 - 信時潔作曲
- 流通経済大学付属柏高等学校
- 帝京中学校・高等学校
- 東京学芸大学附属高等学校
- 東京電機大学高等学校
- 東京都立日比谷高等学校 - 母校
- 東京都立文京高等学校
- 東京都立三田高等学校
- 東京都立忍岡高等学校
- 東京都立日本橋高等学校
- 東京都立竹台高等学校 - 芥川也寸志作曲[17]
- 東京都立江北高等学校
- 東京都立大崎高等学校
- 東京都立目黒高等学校
- 東京都立大森高等学校
- 東京都立井草高等学校
- 東京都立武蔵高等学校・附属中学校
- 神奈川県立相模原高等学校 - 岡本敦郎作曲[13]
- 神奈川県立平塚工科高等学校  - 信時潔作曲
- 長野県阿南高等学校
- 富山県立南砺福野高等学校
- 富山県立氷見高等学校
- 高岡第一高等学校
- 小松大谷高等学校
- 福井県立福井商業高等学校
- 静岡県立稲取高等学校
- 静岡県立沼津商業高等学校
- 静岡県立三島北高等学校
- 静岡県立吉原高等学校
- 静岡県立島田高等学校 - 信時潔作曲
- 静岡県立浜松東高等学校
- 静清高等学校
- 岐阜県立岐山高等学校
- 岐阜県立長良高等学校
- 名古屋大学教育学部附属中学校・高等学校
- 愛知県立一宮高等学校
- 奈良県立高田高等学校
- 兵庫県立佐用高等学校
- 興國高等学校
- 島根県立松江北高等学校

#### 大学
- 茨城大学 - 平井康三郎作曲
- 流通経済大学
- 大妻学院（大妻女子大学） - 平井康三郎作曲
- 徳島文理大学

#### その他
- 明星学苑

### その他
- 『仏教徒の歌』- 全日本仏教会制定、平井康三郎作曲
- 『資生堂社歌』- 橋本國彦作曲
- 『日本通運株式会社社歌』- 渡邊浦人作曲
- 『台東区の歌』- 渡邊浦人作曲[18]
- 『われらの日本』- 信時潔作曲
- 『長唄　四季の敦賀』-町田嘉章作曲